# 진대
진대(일본어: 鎮台 친다이[*])는 1871년부터 1888년까지 17년간 지속된 일본 육군의 편성 단위이다. 사단으로 개편되면서 폐지되었다. 상설된 것으로는 최대의 부대 단위였다. 군사 제도로는 어친병의 뒤를 잇는 것으로, 진대의 설치와 이후 징병제 실시로 일본의 근대 육군이 시작된다.

## 개요
진대는 네덜란드 육군에서 따온 육군 편성이다. 당초 일본의 육군의 역할은 외국 정벌이 아니라 보신 전쟁 후의 국내 치안 유지였다. 따라서 평시의 편성된 진대만으로는 전시에는 기동성이 떨어지는 진대를 여단(메이지 18년부터 사단)으로 임시 개편하기로 했다.
먼저 태정관이 장래 전국에 진대를 둘 것을 밝힌 뒤 1871년 6월 10일 현재의 동북 지방에 동산도 진대(본영 이시노마키, 분영 후쿠시마, 모리오카), 현재의 규슈 지방에 서해도 진대(본영 오구라, 분영 하카타, 히타) 2개의 진대를 설치할 것을 명했다. 그러나 실제로 부대 편성을 한 것은 서해도 진대뿐이었다. 같은 해 1871년 7월 14일, 폐번치현에 의해 전국이 메이지 정부의 직할되었지만, 동시에 병부성 직원령이 내려진 홋카이도, 이시노마키, 도쿄, 오사카, 오구라 5 진대제도의 구상이 제시되었다. 그러나 다른 지방보다 인구가 극단적으로 적은 홋카이도에서는 진대의 설치가 뒷전이 되었다. 그 결과 그 해 10월 4일에 옛 두 진대를 폐지하고 아래와 같이 네 개의 진대가 설치되었다.
- 도후쿠 진대(센다이)
- 도쿄 진대
- 오사카 진대
- 규슈 진대(구마모토)

이 때의 진대는 어친병에서 전환된 자와 사족 지원자로 편성되었다. 남아 있던 각 번의 상비병은 무장 해제를 했다.
1873년에 2개의 진대가 증설되어, 홋카이도를 제외한 지역을 6개 군관구, 14개 사관구로 나누었다. 군관구에는 진대 사단 관할 구역에 병영이 설치되었다.

### 자료
- 外山操; 森松俊夫 (1987). 《帝国陸軍編制総覧》. 芙蓉書房出版.